# قارمة
القارمة أو الحمك  أو عل (الاسم العلمي: Sarcoptes) هي جنس من الحيوانات تتبع الفصيلة القارمات من رتبة قارميات الشكل.

## أنواع وضروب القارمة
في بعض السياقات، تعتبر القارمة الجربية هي النوع الوحيد الذي تنتمي له جميع الضروب:
- قارمة جربية بقرية
- قارمة جربية كلبية
- قارمة جربية عنزية
- قارمة جربية متساوية
- قارمة جربية بشرية
- قارمة جربية غنمية
- قارمة جربية خنزيرية

وفي حالات أخرى مثل حالة القارمة الخيلية) Sarcoptes equi تعتبر أنواعا متميزة. النوع القارمة الكلبية Sarcoptes canis يظهر في المراجع القديمة، ولكن الآن يوصف عادة باسم قارمة جربية ضرب الكلبية Sarcoptes scabiei var. canis أو قارمة جربية كلبية.